# Madonna in trono col Bambino e santi (Agnolo Gaddi)
Il trittico Madonna col Bambino in trono tra angeli e santi è un dipinto a tempera e foglia d'oro su tavola (159x198 cm) di Agnolo Gaddi, datato 1375 e conservato nella Galleria nazionale di Parma.

## Storia
La presenza di santi domenicani conferma la provenienza dell'opera dalla Chiesa di Santa Maria Novella a Firenze, secondo l'iscrizione riportata a tergo del dipinto. Nella stessa iscrizione si accenna dell'acquisto dell'opera da parte di Alfonso Tacoli Canacci, nobile emiliano che aveva raccolto una ricca collezione di dipinti su fondo oro provenienti da chiese toscane, soprattutto fiorentine. Sempre nel 1786 Tacoli Canacci vendette l'opera al Duca Ferdinando I di Parma auspicando la creazione di una galleria destinata ad ospitare pitture toscane antiche, eseguite tra Duecento e Quattrocento. Il polittico, dopo una serie di passaggi di proprietà, venne poi acquistato dall'Accademia di belle arti di Parma nel 1865.

## Descrizione
Al centro dell'imponente trittico troviamo la Madonna seduta su un ricco trono gotico a edicola con in grembo il Bambino che stringe nella mano sinistra un uccellino. Intorno al trono si dispongono gli angeli, due dei quali inseriti in maniera singolare all'interno della struttura stessa del trono, contribuiscono a suggerire un effetto di profondità. Le altre figure sono disposte ai lati, simmetricamente, ma non separate nei tre diversi scomparti. Sulla sinistra troviamo san Domenico, san Giovanni Battista e san Pietro Martire; a destra si vedono san Lorenzo, san Paolo e san Tommaso d'Aquino in ginocchio. In basso a sinistra compare una monaca genuflessa, forse la donatrice del dipinto. Secondo Boskovits il modellato dei volti evidenzia la fase iniziale dell'artista che in seguito aderirà al linguaggio più prezioso e ricercato dello stile tardogotico.